# 淘气小兵兵的光明节
《淘气小兵兵的光明节》（英語：A Rugrats Chanukah），播出时简称《光明节》（Chanukah），又称《淘气小兵兵光明节特别节目》（Rugrats Chanukah Special），是美国尼克儿童频道动画电视剧《淘气小兵兵》的特别节目分集，也是第四季的第一集和全剧第66集，通过淘气小兵兵的视角讲述犹太人光明节的故事。与此同时，鲍里斯爷爷和常年与他做对的什洛莫因为都在当地犹太会堂光明节演出发生冲突。美国绝大多数儿童电视节目都有圣诞节特别节目，《淘气小兵兵的光明节》则是第一部光明节儿童电视剧分集。
尼克儿童频道高管最早在1992年向《淘气小兵兵》剧组提议制作光明节特别节目，但经主创人保罗·杰曼修改落实成1995年的特别节目《淘气小兵兵的逾越节》，制作完成后才回归光明节构想。《淘气小兵兵的光明节》由·大卫·斯提姆和戴维·N·韦斯编剧，雷米·穆兹奎茨执导，1996年12月4日在尼克儿童频道首播，尼尔森收视率为7.9并获电视评论员好评。不过，节目与其他鲍里斯爷爷和明卡奶奶出场的《淘气小兵兵》分集一样引发争议，反诽谤联盟认为两人物设计源自20世纪30年代纳粹报纸上的反犹太主义绘画。

## 剧情
光明节这天，明卡奶奶（Grandma Minka）给汤米（Tommy）、查基（Chuckie）、菲尔（Phil）和里尔（Lil）念书，讲述光明节的含义，几个孩子通过想象代入故事，汤米化身犹大，对安条克国王占领犹太王国，向当地居民强制推行希腊文化的行径深感愤怒。犹大带领马加比家族犹太人同安条克的塞琉古帝国开战，但故事就在胜利曙光闪现时戛然而止，奶奶和女儿迪迪（Didi）一起进厨房做马铃薯饼。
与此同时，鲍里斯（Boris）爷爷从当地报纸上看到什洛莫（Shlomo）在地方犹太会堂光明节演出中扮演希腊国王的信息后大为光火，鲍里斯在演出中饰演犹大。两人年轻且尚在俄罗斯时就结下仇怨，是一辈子的死对头。四个孩子得知后误认为什洛莫就是真正的希腊国王，是“光明节的小气鬼”。演出当晚，四个小鬼打算冲上舞台，打败“光明节的小气鬼”，但被拦下后带到犹太会堂的托儿所。安吉莉卡（Angelica）此前已被送到托儿所，她很想观看当晚的圣诞节特别节目，鼓动汤米等人帮她逃出去，还偷走保管员办公室的电视机。
鲍里斯和什洛莫演出期间就在台上打起来，节目被迫暂停进入中场休息。两人在后台再度争吵，鲍里斯指责什洛莫当年一心只想做生意发大财，不顾家庭价值观。什洛莫提及已经去世的妻子，两人一直没能留下子女，鲍里斯也为他感到难受。安吉莉卡冲进后台并撞上什洛莫，电视意外砸坏。什洛莫的安慰无济于事，最后让鲍里斯去开解。汤米把明卡奶奶早先讲述光明节历史的故事书递给什洛莫，鲍里斯鼓励老对手念给孩子们听。故事的最后，马加比家族发现圣殿里面的油只够永恒之火燃烧一天，但实际上大火却奇迹般地持续八天之久。随着什洛莫的念诵，孩子们不再把他视为“光明节的小气鬼”，与鲍里斯的仇怨也冰消瓦解。

## 制作
早在1992年，尼克儿童频道高管就曾向《淘气小兵兵》剧组提议制作光明节特别节目，但构想经电视剧主创人保罗·杰曼（Paul Germain）落实后却变成逾越节特别节目，觉得这样的节目会更有趣，而且更具“历史意义”。《淘气小兵兵的逾越节》（A Rugrats Passover）于1995年完成制作，《淘气小兵兵》至此成为第一部拥有犹太人节日特别节目的动画电视剧。《淘气小兵兵的逾越节》制作收尾后，剧组开始考虑制作尼克儿童频道最初期望的光明节特别节目，《淘气小兵兵的光明节》由此诞生，·大卫·斯提姆（J. David Stem）和戴维··韦斯（David N. Weiss）编剧，雷米·穆兹奎茨（Raymie Muzquiz）执导，其中韦斯开始为电视剧编剧时已从基督教皈依犹太教。

## 家用媒体
派拉蒙家用视频于1997年7月完成本集的家用媒体版本制作，原计划同年10月发行，但正式版录像带实际推迟到1998年才面世。派拉蒙还于1997年圣诞节发布视频《尼克儿童频道节日》（Nickelodeon Holiday），其中就有包括《淘气小兵兵的光明节》和《大头仔天空的圣诞节》（Hey Arnold!'s Christmas）等节日特别节目，定价12.95美元。2004年8月31日，派拉蒙又发布合集《淘气小兵兵节日庆典》（Rugrats Holiday Celebration），收录包括《淘气小兵兵的光明节》在内的众多节日主题分集。2011年9月23日，亚马逊公司发布《淘气小兵兵：第四季》，其中包含《淘气小兵兵的光明节》。2018年2月6日，派拉蒙家用媒体发行公司也推出《淘气小兵兵：第四季》，《淘气小兵兵的光明节》同样收录其中。此外，和亚马逊影片均提供包括本集在内整个第四季的付费数字下载。莎拉·威尔森（Sarah Willson）把这集特别节目改编成图书《淘气小兵兵的光明节书》（The Rugrats' Book of Chanukah），巴里·戈德堡（Barry Goldberg）创作插图，1997年由西蒙与舒斯特出版。

## 反响

### 专业评论
1996年12月4日，《淘气小兵兵的光明节》在尼克儿童频道首播，并在当晚两度重播。本集在2至11岁目标观众群收获7.9的尼尔森收视率。北美东部时区2001年12月1日晚20点30分，电视网首度播出《淘气小兵兵的光明节》，播出时间在圣诞节特别节目《体验圣诞老人》（The Santa Experience）之后，电视分级：适合所有儿童观看。尼克儿童频道此后多年都在光明节期间重播本集。
《淘气小兵兵的光明节》获得电视评论员的普遍好评，是《淘气小兵兵》评价颇高的分集。《芝加哥太阳报》的黛莉亚·奥赫拉（Delia O'Hera）称赞节目是“多代同堂的传说”。朱迪思·珀尔（Judith Pearl）在著作《选中的影像：电视对犹太主题和人物的刻画》（The Chosen Image: Television's Portrayal of Jewish Themes and Characters）中称赞本集表现光明节的方法十分有趣。奈特·里德报业和论坛新闻社（Tribune News Service）的查克·巴尼（Chuck Barney）认为，本集堪称“对光明节传奇的欢快想象”。
1999年，《电视指南》杂志发文评选“十佳经典家庭节日特别节目”，《淘气小兵兵的光明节》排名第五，杂志还称，《淘气小兵兵》就是凭借这集“在电视史上拥有一席之地”，“对于任何宗教派别的孩子来说都有足够的娱乐效果”。特德·考克斯（Ted Cox）在《每日先驱报》（Daily Herald）发文，认为本集虽不及之前的逾越节特别节目，但“依然值得一提”，在他看来，《淘气小兵兵的逾越节》即便是与历史上最优秀的节日电视特别节目相比也不逞多让。DVD谈论（DVD Talk）网站评论员弗朗西斯·里佐三世（Francis Rizzo III）称赞本期特别节目“拥有伟大的历史开局”。迈克尔·阿特金森（Michael Atkinson）和劳雷尔·希夫林（Laurel Shifrin）合著的《：适合在任何场合、假日、心情、苦难和起意之时观看的完美电影》（Flickipedia: Perfect Films for Every Occasion, Holiday, Mood, Ordeal, and Whim）中称赞《淘气小兵兵的光明节》堪称“盛宴，对父母来说更是如此”。

### 反诽谤联盟争议
《淘气小兵兵的光明节》与其他鲍里斯爷爷和明卡奶奶出场的《淘气小兵兵》分集一样引发争议，反诽谤联盟认为两人物设计源自20世纪30年代纳粹报纸上的反犹太主义绘画。身为犹太人的尼克儿童频道总裁阿尔比·赫希特（Albie Hecht）认为指控实属荒谬，对为何有人如此看待感到疑惑不解。1998年，反诽谤联盟又针对犹太新年期间报纸刊登的《淘气小兵兵》连环漫画上鲍里斯的形象提出同样指控，并对连环画上鲍里斯朗诵犹太哀祷卡迪什感到冒犯。此时担任尼克儿童频道总裁的赫尔布·斯堪内尔（Herb Scannell）认可批评意见并道歉，承诺不再重登这些连环画，也不再刊登任何带有鲍里斯的内容。